# Dioscorea neblinensis
Dioscorea neblinensis är en enhjärtbladig växtart som beskrevs av Bassett Maguire och Julian Alfred Steyermark. Dioscorea neblinensis ingår i släktet Dioscorea och familjen Dioscoreaceae. Inga underarter finns listade i Catalogue of Life.